# がぶり

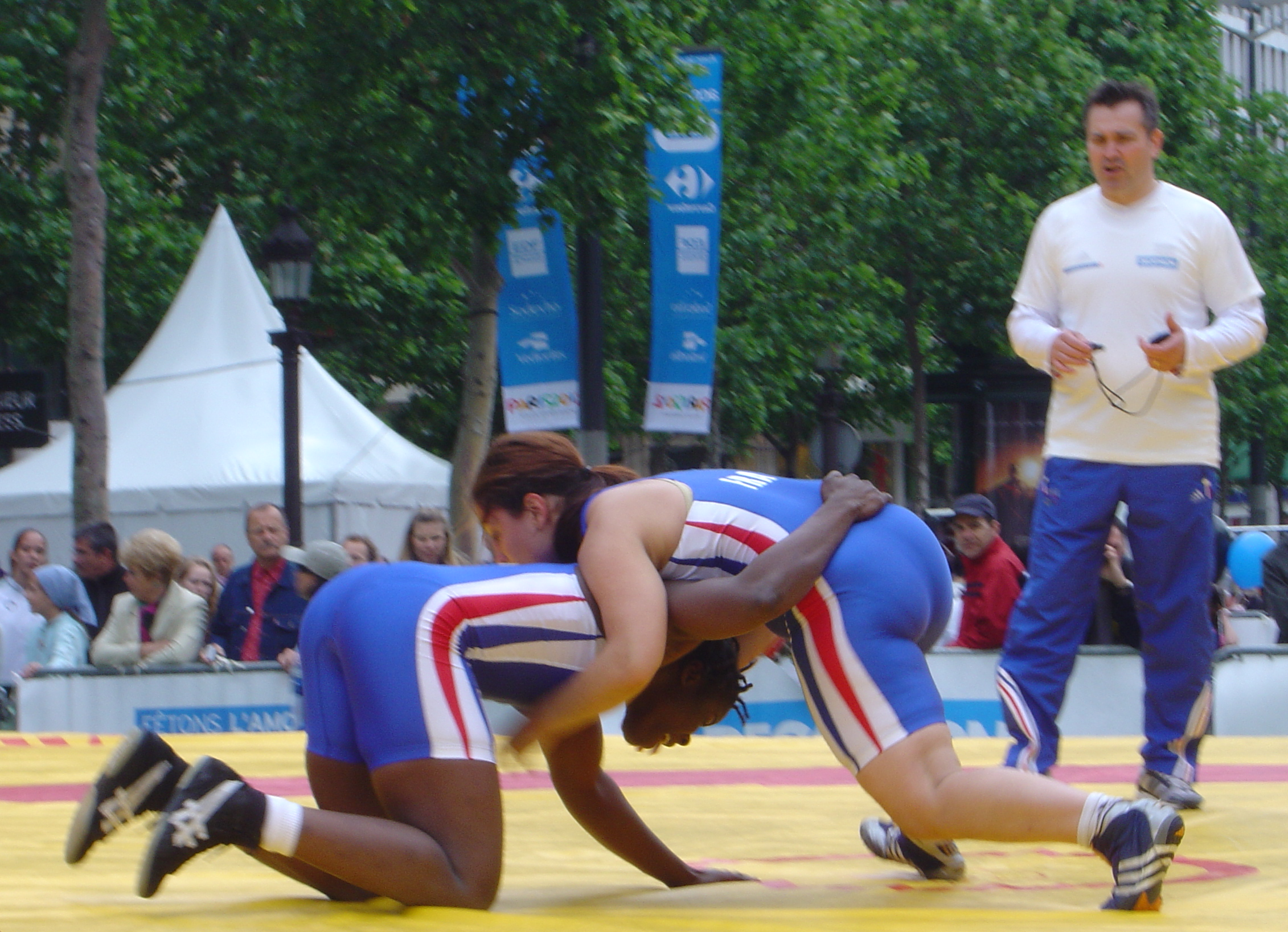
レスリングにおける、がぶる。

がぶり（Sprawling）は、レスリングなどの格闘技における体勢の一種。また、同様の体勢を作る動作及びコントロール技術のことである。
がぶり状態（Sprawling Position）になること、あるいは敢えて、その状態にすることを、がぶる（Sprawl）という。

## 概要
がぶりはレスリング、プロレス、総合格闘技など組み技、寝技のある格闘技において、使用される前屈みになったり、しゃがんでいたり、うつ伏せに寝ている相手（グラウンド状態）の正面から相手の肩口、または背面に乗りかかるように覆い被さった姿勢のことである。基本的には、その状態から更に何かしらの攻撃に移る。
レスリングや総合格闘技においては主にタックルに来た相手を潰す目的で使用される。
プロレスにおいては前述の目的の他に相手を強引に、がぶりに持っていって、そこから技を繰り出す場合もある。
なお、相撲には「がぶり寄り」と呼ばれる技があるが、これは腰を振るようにして相手の体を浮かせて寄り立てるもので、上述したレスリング等の「がぶり」とは全く動きが異なる。レスリングの「がぶり」に類似した相撲技としては叩き込みや引き落としがある。詳細はリンク先を参照。

## 「がぶり」から繰り出す格闘技の技
- フロント・チョーク
- 膝蹴り（いわゆる「4点ポジション膝蹴り」、「四点膝」）
- 俵絞
- 俵返（レスリングの投げ技がぶり返し）
- 返絞（片羽絞の一種）
- レスリングのフォール技がぶり返し（絞技アナコンダ・チョークと同形態）
- ペルビアン・ネクタイ・チョーク

## 「がぶり」から繰り出すプロレス技
- リバース・フルネルソン
  - ダブルアーム・スープレックス
  - タイガー・ドライバー
  - ペディグリー
- フロントヘッドロック
  - DDT
  - ネックブリーカー
- フロント・ネックチャンスリー
  - フロント・ネックチャンスリー・ドロップ
  - ブレーンバスター
  - フィッシャーマンズ・スープレックス
  - スピニング・チョーク
  - 回転式ハーフハッチ
- リバース・バック・ボディ・ホールド
  - パイルドライバー
  - パワーボム
  - サイド・バスター
- ハーフハッチ
  - ハーフハッチ・スープレックス
- 膝蹴り
- 背後に回る